# 인사이드 경인
《인사이드 경인》은 KBS경인방송센터의 시사 프로그램이다.

## 방영 목록

### 2013년
| 회차 | 방영일    | 부제 | 부제                            |
| ---- | --------- | ---- | ------------------------------- |
| 1회  | 3월 28일  | 공통 | 청년 일자리 대책은?             |
| 2회  | 4월 25일  | 인천 | 수도권 매립지 해법은 없나?      |
| 3회  | 5월 23일  | 공통 | 물 이용 부담금 그 해법은?       |
| 4회  | 6월 27일  | 공통 | 경인 아라뱃길 1년 그 해법은?    |
| 5회  | 7월 25일  | 공통 | 지역 경제 침체 돌파구를 찾아라! |
| 6회  | 8월 22일  | 인천 | 인천광역시 발전 가능성은?       |
| 7회  | 9월 26일  | 공통 | 무상보육 중단 위기!             |
| 8회  | 10월 31일 | 인천 | 인천경제자유구역 10년!          |
| 9회  | 11월 28일 | 경기 | 수원 생태교통 미래는?           |
| 10회 | 12월 26일 | 공통 | 모두가 이웃 - 다문화 사회       |

### 2014년
| 회차 | 방영일    | 부제 | 부제                              |
| ---- | --------- | ---- | --------------------------------- |
| 11회 | 1월 23일  | 공통 | 2014 경인지역 정책 방향은?        |
| 12회 | 2월 27일  | 인천 | 경인고속도로 통행료 논란!         |
| 13회 | 4월 2일   | 인천 | 인천 내항 재개발 방향은?          |
| 14회 | 6월 25일  | 공통 | 안전 시스템 어떻게 바뀌어야 하나? |
| 15회 | 6월 26일  | 공통 | 중소기업 규제 개혁                |
| 16회 | 7월 31일  | 인천 | 민선 6기 인천시 과제는?           |
| 17회 | 8월 28일  | 인천 | 2014 인천 AG 성공 개최 조건은?    |
| 18회 | 10월 31일 | 경기 | 지역 기피시설 갈등 - 해법은?      |
| 19회 | 11월 27일 | 공통 | 진단 - 수도권 전세난              |

### 2015년
| 회차 | 방영일    | 부제 | 부제                                                             |
| ---- | --------- | ---- | ---------------------------------------------------------------- |
| 20회 | 1월 29일  | 경기 | 2015 경기도 - 어디로 가나                                        |
| 21회 | 3월 2일   | 공통 | 믿을 수 있는 보육 환경                                           |
| 22회 | 3월 26일  | 공통 | 일자리 정책 진단                                                 |
| 23회 | 4월 23일  | 경기 | 화성 공동장사시설 건립 갈등 해법은 없나?                         |
| 24회 | 5월 28일  | 공통 | 범죄로부터 안전할 수 없나                                        |
| 25회 | 6월 26일  | 경기 | 수원 공군기지 상생을 모색하다                                    |
| 26회 | 7월 30일  | 공통 | 취임 2년차 교육감에 묻는다                                       |
| 27회 | 8월 28일  | 공통 | 공공의료 10% 국민건강권 안전할까                                 |
| 28회 | 10월 2일  | 공통 | 수도권 전세대란 국민의 주거권은 안녕한가                         |
| 29회 | 10월 29일 | 경기 | 자치단체간 갈등 상생 해법은 용인-평택 상수원보호구역 해제? 존치? |
| 30회 | 11월 26일 | 경기 | 시장님은 재판 중 흔들리는 자치행정                               |
| 31회 | 12월 31일 | 공통 | 다문화가 경쟁력이다                                              |

### 2016년
| 회차 | 방영일    | 부제 | 부제                                |
| ---- | --------- | ---- | ----------------------------------- |
| 32회 | 1월 28일  | 공통 | 미래도시 도약은 가능한가?           |
| 33회 | 2월 25일  | 공통 | 재선충병 북상 방제 대책은?          |
| 34회 | 4월 29일  | 공통 | 교통안전 빨간불 - 대책은?           |
| 35회 | 5월 31일  | 공통 | 지방재정개혁은 타당한가?            |
| 36회 | 6월 30일  | 인천 | 중국 어선 불법조업 근절 대책은?     |
| 37회 | 7월 28일  | 경기 | 버스 준공영제 정착 과제는?          |
| 38회 | 8월 25일  | 경기 | 경기도 공공기관 통폐합 남은 과제는? |
| 39회 | 9월 29일  | 인천 | 인구 300만 시대 인천의 과제는?      |
| 40회 | 10월 27일 | 경기 | 대학 유치 사활 이대로 좋은가?       |
| 41회 | 11월 24일 | 공통 | 수도권 철도 사업 문제는 없나?       |
| 42회 | 12월 29일 | 공통 | AI 재앙 - 언제 끝나나?              |

### 2017년
| 회차 | 방영일   | 부제 | 부제                                     |
| ---- | -------- | ---- | ---------------------------------------- |
| 43회 | 2월 23일 | 경기 | 빚더미 의정부 경전철 파산 신청 - 대안은? |
| 44회 | 3월 30일 | 공통 | 수도권 통합요금제 환승할인 10년의 명암   |
| 45회 | 4월 27일 | 공통 | 잿빛 재앙 미세먼지 그 대책은?            |
| 46회 | 5월 25일 | 인천 | 복합리조트 개장은 했지만                 |
| 47회 | 6월 28일 | 공통 | 최악의 가뭄 체계적인 물 관리 시급        |
| 48회 | 7월 26일 | 공통 | 민영 도로 통행료 적정한가?               |
| 49회 | 8월 30일 | 경기 | 경기 분도론 재점화 기대 vs 우려          |

### 2018년
| 회차 | 방영일    | 부제 | 부제                                              |
| ---- | --------- | ---- | ------------------------------------------------- |
| 50회 | 2월 28일  | 공통 | 지방분권 확립 - 과제는?                           |
| 51회 | 3월 28일  | 공통 | 경인 아라뱃길 돈 먹는 하마 그 활로는?             |
| 52회 | 4월 25일  | 인천 | 서해 5도 한바다 만들기 NLL 해상 파시 실현 방안은? |
| 53회 | 5월 30일  | 경기 | 남북경협 거점 경기도 - 전망은?                    |
| 54회 | 6월 27일  | 공통 | 근로시간 단축 - 준비는?                           |
| 55회 | 7월 25일  | 경기 | 경기도 교통정책 이대로 좋은가?                    |
| 56회 | 9월 5일   | 경기 | 인구 백만의 도시 특례도시를 외치다                |
| 57회 | 10월 31일 | 공통 | 수도권 주택 공급 실효성은?                        |
| 58회 | 11월 28일 | 경기 | 트램 현실화 해결 과제는?                          |
| 59회 | 12월 26일 | 공통 | 수면으로 오른 후분양제                            |

### 2019년
| 회차 | 방영일    | 부제 | 부제                                  |
| ---- | --------- | ---- | ------------------------------------- |
| 60회 | 1월 30일  | 공통 | 3기 신도시 - 성공 요건은?             |
| 61회 | 2월 26일  | 공통 | 예타 면제 논란 균형 발전 vs 혈세 낭비 |
| 62회 | 3월 27일  | 공통 | 최악의 미세먼지 - 언제까지            |
| 63회 | 4월 24일  | 공통 | 10년 공공임대주택 분양 전환 갈등      |
| 64회 | 5월 29일  | 공통 | 3기 신도시 건설 후폭풍                |
| 65회 | 6월 26일  | 경기 | 경기도 버스 대란 불씨 여전            |
| 66회 | 7월 31일  | 공통 | 현금 복지 - 이대로 좋은가?            |
| 67회 | 8월 28일  | 공통 | 한일 갈등 지역 경제 영향은?           |
| 68회 | 9월 25일  | 공통 | 분양가 상한제 초읽기 - 행방은?        |
| 69회 | 10월 30일 | 공통 | ASF 확산을 막을 수 있나?              |
| 70회 | 11월 27일 | 공통 | 지역화폐 활성화 - 해법은?             |
| 71회 | 12월 25일 | 공통 | 내게 맞는 복지 제도                   |

### 2020년
| 회차 | 방영일    | 부제 | 부제                               |
| ---- | --------- | ---- | ---------------------------------- |
| 72회 | 1월 29일  | 공통 | 달라지는 부동산 제도               |
| 73회 | 2월 26일  | 공통 | 코로나 19 확산 일로 - 대책은?      |
| 74회 | 3월 25일  | 공통 | 코로나 19 - 세계를 흔들다          |
| 75회 | 4월 29일  | 공통 | 수도권 여당 완승 21대 국회 과제는? |
| 76회 | 5월 27일  | 경기 | 반복되는 물류창고 화재             |
| 77회 | 6월 24일  | 공통 | 포스트 코로나 경제 해법은?         |
| 78회 | 9월 23일  | 공통 | 코로나 멘탈 데믹                   |
| 79회 | 10월 28일 | 공통 | 쓰레기 정책 전환 시급              |
| 80회 | 11월 25일 | 경기 | 조두순 출소 임박 시민 안전은?      |
| 81회 | 12월 30일 | 경기 | 수원 군공항 이전 갈등의 해법은?    |

### 2021년
| 회차  | 방영일    | 부제 | 부제                              |
| ----- | --------- | ---- | --------------------------------- |
| 82회  | 1월 27일  | 공통 | 2021 자산 시장 버블 논란          |
| 83회  | 2월 24일  | 공통 | 경인 지역 - 교육 길을 묻다        |
| 84회  | 3월 31일  | 공통 | LH 사태 대책 - 실효성은?          |
| 85회  | 4월 28일  | 공통 | 농지법 - 무엇이 문제인가?         |
| 86회  | 5월 26일  | 경기 | 경기도 공공기관 이전 논란         |
| 87회  | 6월 30일  | 경기 | 한강 하구 쓰레기 오염 심각        |
| 88회  | 7월 21일  | 공통 | GTX - 급행열차인가?               |
| 89회  | 8월 12일  | 공통 | 짧은 장마 긴 폭염                 |
| 90회  | 8월 19일  | 공통 | 일본 수출규제 2년 반도체 독립만세 |
| 91회  | 8월 26일  | 경기 | 청년 농부의 꿈과 기본소득         |
| 92회  | 9월 2일   | 공통 | 휴가철 유기견 급증                |
| 93회  | 9월 9일   | 공통 | 쓸수록 이득 지역화폐              |
| 94회  | 9월 16일  | 인천 | 인천 상륙 작전 71주년             |
| 95회  | 9월 23일  | 경기 | 익어가는 샤인머스캣               |
| 96회  | 9월 30일  | 경기 | 한국 만화의 힘 - 웹툰             |
| 97회  | 10월 7일  | 공통 | 트램 어디까지 왔나?               |
| 98회  | 10월 14일 | 경기 | 경기도 - 그 정체성을 찾아서       |
| 99회  | 10월 21일 | 공통 | 조상땅 찾기                       |
| 100회 | 10월 28일 | 경기 | 수원·용인·고양 내년부터 특례시    |
| 101회 | 11월 4일  | 경기 | SEDEX 2021 한국 반도체의 미래는?  |
| 102회 | 11월 11일 | 경기 | 일산대교 무료화 논란              |
| 103회 | 11월 18일 | 경기 | 경기도 신도시 30년                |
| 104회 | 11월 25일 | 인천 | 인천공항 20주년                   |
| 105회 | 12월 2일  | 공통 | 만화영화로 돌아온 태일이          |
| 106회 | 12월 9일  | 경기 | 수원 KT 위즈 마법처럼 우승        |
| 107회 | 12월 16일 | 인천 | 조선왕릉 앞 아파트 - 해법은?      |
| 108회 | 12월 23일 | 공통 | 오미크론 비상 위드 코로나는?      |
| 109회 | 12월 30일 | 공통 | 배달 플랫폼과 기울어진 운동장     |

### 2022년
| 회차  | 방영일    | 부제 | 부제                              |
| ----- | --------- | ---- | --------------------------------- |
| 110회 | 1월 6일   | 공통 | 수도권 부동산 시장 전망           |
| 111회 | 1월 13일  | 공통 | 또다시 싱크홀 - 대책은?           |
| 112회 | 1월 20일  | 인천 | 송도를 바이오허브로               |
| 113회 | 1월 27일  | 경기 | 출근대란 - 김포 골드라인          |
| 114회 | 2월 3일   | 공통 | 코로나 2년 - 벼랑끝 자영업        |
| 115회 | 2월 10일  | 공통 | 오미크론 폭증 - 어떻게 할까?      |
| 116회 | 2월 17일  | 공통 | 자영업자에게 산소호흡기를         |
| 117회 | 2월 25일  | 공통 | 코로나발 인플레 비상              |
| 118회 | 3월 3일   | 경기 | 수원 군공항 이전 언제쯤?          |
| 119회 | 3월 10일  | 공통 | 이젠 지쳤어요 간호사 인력 대책은? |
| 120회 | 3월 17일  | 공통 | 대선후 - 경인 민심과 공약         |
| 121회 | 3월 24일  | 공통 | 들썩이는 물가 - 언제까지?         |
| 122회 | 3월 31일  | 공통 | 코로나 장례 대란 - 대책은?        |
| 123회 | 4월 7일   | 공통 | 중고차 시장 대기업 진출           |
| 124회 | 4월 14일  | 공통 | 수도권 감염병 전문 병원           |
| 125회 | 4월 21일  | 경기 | 이은해와 계곡 살인 의혹           |
| 126회 | 4월 28일  | 경기 | 독립 야구단 경기도 리그           |
| 127회 | 5월 5일   | 공통 | 경부 · 경인고속도로 지하화        |
| 128회 | 5월 12일  | 공통 | 장애인 이동권은 인권              |
| 129회 | 5월 19일  | 공통 | 코로나 이후 요양병원              |
| 130회 | 5월 26일  | 공통 | 물가 계속 오르나?                 |
| 131회 | 6월 2일   | 공통 | 갯벌이 탄소 흡수                  |
| 132회 | 6월 9일   | 경기 | 1기 신도시 특별법                 |
| 133회 | 6월 16일  | 공통 | 기로에 선 K 반도체                |
| 134회 | 6월 23일  | 공통 | 연평해전의 영웅들                 |
| 135회 | 6월 30일  | 인천 | 유정복 인천시장에게 듣는다        |
| 136회 | 7월 7일   | 인천 | 스마트항 인천항                   |
| 137회 | 7월 14일  | 경기 | 부천 판타스틱 영화제              |
| 138회 | 7월 21일  | 공통 | 해충이냐? 익충이냐?               |
| 139회 | 7월 28일  | 공통 | 가까운 바다가 좋은 바다           |
| 140회 | 8월 4일   | 경기 | 여름에 개성 음식이 장땡이         |
| 141회 | 8월 11일  | 공통 | 그려줄까? 예쁜 니 얼굴            |
| 142회 | 8월 18일  | 공통 | 소방관 유튜브 안깨남              |
| 143회 | 8월 25일  | 경기 | 다시 열린 DMZ 관광                |
| 144회 | 9월 1일   | 공통 | 폭우와 폭염 - 기후위기?           |
| 145회 | 9월 8일   | 경기 | '수원 세 모녀'와 복지 사각지대    |
| 146회 | 9월 15일  | 공통 | 슈퍼 태풍 "9월 말까진 안심 못 해" |
| 147회 | 9월 22일  | 공통 | 내 차를 노리는 보험 사기          |
| 148회 | 9월 29일  | 경기 | 4년 만의 '바우덕이 축제'          |
| 149회 | 10월 6일  | 공통 | 스토킹 살인을 막을 수 있었나?     |
| 150회 | 10월 13일 | 공통 | 고환율·고금리·고물가              |
| 151회 | 10월 20일 | 인천 | 공항철도 타고 강남 간다           |
| 152회 | 10월 27일 | 경기 | 선감학원에서 무슨 일이?           |
| 153회 | 11월 3일  | 공통 | 생산비는 오르는데, 쌀값은 폭락    |
| 154회 | 11월 10일 | 공통 | 이태원 참사 트라우마 어떻게       |
| 155회 | 11월 18일 | 공통 | 농·어업에 친환경 열풍             |
| 156회 | 11월 24일 | 경기 | 출소 후 거주지 어떻게?            |
| 157회 | 12월 1일  | 공통 | 부동산 급랭 - 향방은?             |
| 158회 | 12월 8일  | 공통 | 조선의 청년 리더 김대건           |
| 159회 | 12월 15일 | 공통 | 대세는 전기차 - 과제는?           |
| 160회 | 12월 22일 | 경기 | 광역버스 입석 금지 1달            |
| 161회 | 12월 29일 | 공통 | 전세금이 위험하다                 |

### 2023년
| 회차  | 방영일    | 부제                         | 부제                                        |
| ----- | --------- | ---------------------------- | ------------------------------------------- |
| 162회 | 1월 5일   | 공통                         | 2023 한국 경제 어디로                       |
| 특집  | 1월 12일  | 포와의 독립국 코리아         | 포와의 독립국 코리아                        |
| 163회 | 1월 19일  | 경기                         | 경기북부특별자치도 추진 - 왜?               |
| 164회 | 2월 2일   | 공통                         | 갈 길 먼 공공임대주택                       |
| 165회 | 2월 9일   | 공통                         | 농업 강국의 조건                            |
| 166회 | 2월 16일  | 공통                         | 농업의 미래 - 청년 농업인                   |
| 167회 | 2월 23일  | 경기                         | DMZ의 생태 · 문화적 가치                    |
| 168회 | 3월 2일   | 인천                         | 인천 - 재외동포청 유치전                    |
| 169회 | 3월 9일   | 공통                         | 북의 핵 질주 - 대응은?                      |
| 170회 | 3월 16일  | 공통                         | 지역 소멸을 막으려면                        |
| 171회 | 3월 23일  | 공통                         | 신범철 국방차관을 만나다                    |
| 172회 | 3월 30일  | 경기                         | 사립 박물관의 도전과 과제                   |
| 173회 | 4월 6일   | 공통                         | 스토킹·방화 위험 수위                       |
| 174회 | 4월 13일  | 공통                         | 기후 위기 - 몸살앓는 지구                   |
| 175회 | 4월 20일  | 인천                         | 활기 되찾는 인천항                          |
| 176회 | 4월 27일  | 경기                         | 화성시의 대반전 - 어떻게?                   |
| 177회 | 5월 11일  | 공통                         | 적자 해소대 노인 복지                       |
| 178회 | 5월 18일  | 경기                         | 반갑다 - 여주 도자기 축제                   |
| 179회 | 5월 25일  | 경기                         | 지옥철 골드라인 - 해법은?                   |
| 180회 | 6월 8일   | 공통                         | 농사 - 이제 기술로 지어요                   |
| 181회 | 6월 15일  | 공통                         | 위기의 한반도 - 우리 외교는?                |
| 182회 | 6월 22일  | 경기                         | K-컬처 양성소 - 한국민속촌                  |
| 183회 | 6월 29일  | 공통                         | 개인 비행체 시대 곧 도래                    |
| 184회 | 7월 6일   | 인천                         | 취임 1년 - 인천시장을 만나다                |
| 185회 | 7월 13일  | 경기                         | 취임 1년 - 고양시장을 만나다                |
| 186회 | 7월 20일  | 공통                         | 뭉쳐야 산다 중소기업협동조합                |
| 187회 | 7월 27일  | 경기                         | 군사도시 탈피 기업도시를 꿈꾸다             |
| 188회 | 8월 3일   | 공통                         | 법륜스님과의 만남(1) 불안을 이기는 법       |
| 189회 | 8월 9일   | 공통                         | 법륜스님과의 만남(2) 젊은이들에게 전하는 말 |
| 190회 | 8월 17일  | 공통                         | 극한 기상 상황 - 대응은?                    |
| 191회 | 8월 25일  | 경기                         | 포천에 드론작전사령부 주민 반응은?          |
| 192회 | 8월 31일  | 인천                         | 세계적 항공 허브로 도약                     |
| 193회 | 9월 7일   | 공통                         | 출생 미신고 아동 대책은?                    |
| 194회 | 9월 14일  | 공통                         | 장애인 - 생활체육으로 희망 찾다             |
| 195회 | 9월 21일  | 경기                         | 남양주 민물가마우지 피해 확산               |
| 196회 | 10월 5일  | 경기                         | 평화경제특구법 성장 동력되려면?             |
| 197회 | 10월 12일 | 경기                         | 광릉숲축제에 가다                           |
| 특집  | 10월 19일 | 경제특구 - 클러스터가 답이다 | 경제특구 - 클러스터가 답이다                |
| 198회 | 10월 26일 | 경기                         | 시 승격 50년 - 안양의 미래는?               |
| 199회 | 11월 2일  | 인천                         | 인천경제자유구역 출범 20년                  |
| 200회 | 11월 9일  | 경기                         | 부르면 오는 똑버스를 만나다                 |
| 201회 | 11월 16일 | 경기                         | 동두천 - 중첩 규제에 미군 떠나 고통         |
| 202회 | 11월 23일 | 공통                         | 외국인 근로자는 우리의 이웃                 |
| 203회 | 11월 30일 | 인천                         | 창업 대중화 시대 인천의 스타트업은?         |
| 204회 | 12월 7일  | 공통                         | 웹툰 - 문화 콘텐츠의 새 강자                |
| 205회 | 12월 14일 | 공통                         | 섬유·패션 산업 재도약의 길은?               |
| 206회 | 12월 21일 | 경기                         | 자족도시 꿈꾸는 오산                        |
| 207회 | 12월 28일 | 경기                         | 과밀 억제 규제 완화                         |

### 2024년
| 회차  | 방영일    | 부제 | 부제                               |
| ----- | --------- | ---- | ---------------------------------- |
| 208회 | 1월 4일   | 공통 | 이동노동자 쉼터                    |
| 209회 | 1월 11일  | 공통 | 파독 근로 60년                     |
| 210회 | 1월 18일  | 공통 | 경기 침체 - 벼랑 끝 자영업         |
| 211회 | 1월 25일  | 경기 | 희비 엇갈린 군부대 이전            |
| 212회 | 2월 1일   | 인천 | 인천 인구 300만 명 돌파            |
| 213회 | 2월 8일   | 공통 | 국민연금 받을 수 있나요?           |
| 214회 | 2월 15일  | 경기 | 총선 - 경기도 전략은?              |
| 215회 | 2월 22일  | 인천 | 인천 계양 을 판세는?               |
| 216회 | 2월 29일  | 공통 | 점검 - 수도권 광역교통             |
| 217회 | 3월 7일   | 경기 | 구리시 강소 도시 구상              |
| 218회 | 3월 14일  | 공통 | 반려동물 인구 천만 시대            |
| 219회 | 3월 21일  | 경기 | 경기 정치 1번지 수원 총선          |
| 220회 | 3월 28일  | 경기 | 총선 격전지 후보 토론 경기 수원 정 |
| 221회 | 4월 4일   | 경기 | 총선 격전지 후보 토론 경기 화성 을 |
| 222회 | 4월 18일  | 경기 | 장사시설 유치한 양주시             |
| 223회 | 4월 25일  | 경기 | 내일부터 고양 꽃박람회             |
| 224회 | 5월 2일   | 경기 | 행복한 마음 코딩 교실              |
| 225회 | 5월 9일   | 공통 | 공동육아와 공동체 교육             |
| 226회 | 5월 16일  | 경기 | 경기북부특별자치도 추진            |
| 227회 | 5월 23일  | 경기 | 군사용 드론 전성시대               |
| 228회 | 5월 30일  | 인천 | 최대 크루즈 인천 입항              |
| 229회 | 6월 6일   | 경기 | 호국 영웅 패션쇼                   |
| 230회 | 6월 13일  | 경기 | 경기도 통큰세일                    |
| 특집  | 6월 20일  | 경기 | 포천의 눈물                        |
| 231회 | 6월 27일  | 경기 | 광주 세계 관악 컨퍼런스            |
| 232회 | 7월 4일   | 경기 | 교육감에게 듣는다                  |
| 233회 | 7월 11일  | 경기 | 정약용 도시 남양주                 |
| 234회 | 7월 18일  | 경기 | 안깨남이 말하는 안전수칙           |
| 235회 | 7월 25일  | 경기 | 35년 만에 복원된 화성              |
| 236회 | 8월 8일   | 인천 | 인천 섬캉스 인기                   |
| 237회 | 8월 15일  | 경기 | 동두천 락 페스티벌                 |
| 238회 | 8월 22일  | 경기 | 쓰레기 풍선 - 불안한 파주          |
| 239회 | 8월 29일  | 경기 | 환경 교육 도시 목표                |
| 240회 | 9월 5일   | 경기 | 교육으로 인구 지킨다               |
| 241회 | 9월 12일  | 경기 | 성남은 첨단 스마트 도시            |
| 242회 | 9월 26일  | 경기 | 풀뿌리 축구 사랑 K4 리그           |
| 243회 | 10월 3일  | 경기 | GTX 6개월 - 지금은?                |
| 244회 | 10월 10일 | 경기 | 균형 발전 - 연천이 뛴다            |
| 245회 | 10월 17일 | 인천 | 고령사회 치매 - 어떻게             |
| 246회 | 10월 24일 | 경기 | 경기 북부 대개조                   |
| 247회 | 10월 31일 | 인천 | 여객선 1,500원 시대                |
| 248회 | 11월 14일 | 경기 | 군사 도시 첨단 혁신 도시           |
| 249회 | 11월 21일 | 경기 | 경제자유구역 총력                  |
| 250회 | 11월 28일 | 경기 | 오산으로 놀러 오세요               |
| 251회 | 12월 5일  | 경기 | 남양주형 돌봄이란?                 |
| 252회 | 12월 12일 | 경기 | 세계에 알린 하이 러닝              |
| 253회 | 12월 19일 | 경기 | 외국인 절반 수도권에               |
| 254회 | 12월 26일 | 경기 | 자연 관광 도시 포천                |

### 2025년
| 회차  | 방영일   | 부제 | 부제                           |
| ----- | -------- | ---- | ------------------------------ |
| 255회 | 1월 2일  | 인천 | 인천권역외상센터에 가다        |
| 256회 | 1월 9일  | 경기 | 반도체 중심 경기도             |
| 257회 | 1월 16일 | 경기 | 미군과 함께 성장 - 평택        |
| 258회 | 1월 23일 | 경기 | 그린벨트 친환경 개발           |
| 259회 | 2월 6일  | 인천 | 경제 성장률 1위 인천           |
| 260회 | 2월 13일 | 경기 | 경기 북부 경제자유구역         |
| 261회 | 2월 20일 | 공통 | 벼랑끝 자영업자 -역대급 위기   |
| 262회 | 2월 27일 | 공통 | 청년 창업 - 성공의 조건은?     |
| 263회 | 3월 6일  | 경기 | 13개국 컬링팀 의정부 집결      |
| 264회 | 3월 13일 | 경기 | 70년 안보 희생 - 위기의 동두천 |
| 265회 | 3월 20일 | 경기 | 시 승격 24년 광주시의 도전     |
| 266회 | 3월 27일 | 경기 | 최악의 오폭 사고 - 포천의 눈물 |
| 267회 | 4월 10일 | 경기 | 군 시설로 70여 년 피해         |
| 268회 | 4월 17일 | 인천 | 봄철 산불 초비상               |
| 269회 | 4월 24일 | 경기 | 분당 재건축 - 기대와 과제      |
| 270회 | 5월 1일  | 경기 | 자연과 함께 - 트레일 러닝      |
| 271회 | 5월 15일 | 공통 | 라이더 - 속도보다 안전         |
| 272회 | 5월 22일 | 인천 | 강화 관광객 2천만 명 시대      |
| 273회 | 5월 29일 | 공통 | 분만 인프라 붕괴 위기          |